# 29995 Arshavsky
29995 Arshavsky è un asteroide della fascia principale. Scoperto nel 2000, presenta un'orbita caratterizzata da un semiasse maggiore pari a 2,2067538 UA e da un'eccentricità di 0,1316041, inclinata di 5,06512° rispetto all'eclittica.